# رصدخانه خورشیدی و هورسپهری
رصدخانهٔ خورشیدی و هورسپهری (به انگلیسی: Solar and Heliospheric Observatory SOHO)، یا سوهو یک فضاپیمای ساخته شده توسط یک کنسرسیوم صنعتی اروپا است که رهبری آن را ماترا مارکونی فضا (که اکنون آستریوم نامیده می‌شود) بر عهده دارد. این کاوشگر فضایی در ۲ دسامبر ۱۹۹۵ بر روی یک موشک لاکهید مارتین اتلس ۲ به عنوان وسیلهٔ راه‌اندازی به منظور پژوهش‌گری خورشید به فضا پرتاب شده و تاکنون منجر به کشف بیش از ۳۰۰۰ دنباله‌دار شده است. سوهو عملیات عادی خود را از مه ۱۹۹۶ آغاز کرده است. این یک پروژه مشترک همکاری‌های بین‌المللی بین آژانس فضایی اروپا (ایسا) و ناسا است که در اصل به عنوان یک مأموریت دو سال برنامه‌ریزی شده بود. سوهو بیش از ۲۰ سال است که در فضا به کار گرفته شده است. در ماه ژوئن سال ۲۰۱۳، تمدید مأموریت سوهو به تا دسامبر ۲۰۱۶ به تصویب رسید. در نوامبر ۲۰۱۶ نیز تمدید مأموریت دیگری که کار سوهو را تا دسامبر ۲۰۱۸ ادامه می‌دهد تصویب و اعلام شد.
علاوه بر مأموریت علمی، سوهو خود منبع اصلی داده‌های خورشیدی (نزدیک به زمان واقعی) برای پیش‌بینی آب و هوای فضایی است. همراه با ماه‌واره (علوم زمین‌شناسی جهانی GGS) ویند، ترکیب پیشرفته اکسپلورر (ACE) و DSCOVR, SOHO یکی از چهار فضاپیما در نزدیکی نقطه زمین-خورشید L1 است.

## دستاوردها
به خاطر مأموریت این ماهواره ما اکنون تقریباً می‌دانیم که خورشید با چه عملکردی می‌سوزد و به زمین انرژی می‌بخشد.
آژانس فضانوردی اروپا فهرستی از دستاوردهای این ماهواره را ارائه کرده که در آن می‌توان به جریانات پیچیده گازی در زیر سطح قابل رؤیت خورشید و همچنین ردیابی تغییرات همیشگی در میدان‌های مغناطیسی این ستاره اشاره کرد.
یکی از چالش‌های این مأموریت به سال ۱۹۹۸ مربوط می‌شد. در ژوئن آن سال دانشمندان فاصله زیادی تا از دست دادن ماهواره سوهو نداشتند. درحالی که کمتر از سه سال از پرتاب این ماهواره گذشته بود و کالیبره کردن چرخش‌نما (ژیروسکوپ) آن نیز به تازگی انجام شده بود دانشمندان متوجه شدند که ماهواره در موقعیت نادرستی قرار گرفته و به همین دلیل ارتباط مناسبی با زمین برقرار نمی‌کرد و به تبع آن پاسخی به فرمان‌های صادر شده از مرکز کنترل زمینی نمی‌داد. نجات ماهواره سوهو پس از سه ماه تلاش مستمر در نهایت به نتیجه نشست.
این ماهواره به عنوان ابزاری قدرتمند در کشف دنباله‌دارها نیز به کار گرفته می‌شود هرچند اصولاً برای این منظور طراحی نشده است.